# IC 755
 IC 755  هي مجرة حلزونية تبعد حوالي 70 مليون سنة ضوئية تقع في كوكبة الهلبة (كوكبة). في عام 1999 شوهد نجم داخل IC 755 ينفجر كمستعر أعظم من النوع الثاني. وهي أحداث دراماتيكية تميز نهاية حياة النجوم الضخمة. تم اكتشاف المستعر الأعظم من قبل المسح الفلكي لمرصد بكين.

## وصلات خارجية
- IC 755 على موقع ويكي سكاي: DSS2, SDSS, GALEX, IRAS, Hydrogen α, X-Ray, Astrophoto, Sky Map, Articles and images